# Корнеліс Спеелман
Корнеліс Янсон Спеелман (нід. Cornelis Janzoon Speelman; 3 березня 1628 — 11 січня 1684) — чотирнадцятий генерал-губернатор Голландської Ост-Індії.

## Біографія
Корнеліс Спеелман народився в сім'ї роттердамського купця. У віці 16 років він переїхав до Батавії. В 1648 став бухгалтером, через рік- молодшим купцем. В 1651 році він став секретарем в Раді Індій. В цьому ж році він вирушив до Персії з дипломатичною місією. Він бачив руїни Персеполя і отримав урочистий прийом у шаха Аббаса II. Після повернення в Батавію він став виконувачем обов'язків головного бухгалтера, а в 1657 офіційно зайняв цю посаду. З 1661 року він був олдерменом Батавії.
12 червня 1663 року Спеелман був призначений губернатором Голландського Короманделу, однак через два роки керівництво Голландської Ост-Індійської компанії (VOC), так звані «Сімнадцять панів» (нід. Heren XVII) зняло його з посади у зв'язку зі звинуваченням у незаконній приватній торгівлі. Проступок Спеелмана полягав у тому, що він купив діамант для своєї дружини, а коли він їй не сподобався, перепродав за вищою ціною. Попри те, що він відкидав звинувачення, суд засудив його на півтора року ув'язнення і штраф в 3000 гульденів.
В 1666 році він призначений адміралом і керівником голландської експедиції до Макасару. 18 жовтня 1667 року Спеелман брав участь у укладанні Бонграйського договору. в цьому ж році він став надзвичайним радником при Раді Індій. В 1669 році брав участь в експедиції до Макасару, за підсумками якої ця територія увійшла до Голландської Ост-Індії. За свій успіх він був нагороджений золотим медальйоном.
23 березня 1671 року Спеелман став дійсним радником при Раді Індій. У грудні 1676 очолив експедицію в Центральну Яву, надіслану на допомогу матарамському султану. Наприкінці 1677 року він був відкликаний в Батавію, де був призначений Першим консультантом і генеральним директором Індії (нід. Eerste Raad en Directeur-Generaal van Indië).
25 листопада 1681 він був призначений новим генерал-губернатором. Його термін ознаменувався остаточним підкоренням султанатів Тернате і Бантам.
Корнеліс Спеелман помер 11 січня 1684. Поховання у Вестеркерці було проведене з великим розмахом: над його могилою було здійснено 229 пострілів.
Вольтер Роберт ван Хоевелл називав Спеелмана одним із найбільш здібних службовців серед тих, що працювали в колоніях.